# 小行星6632
小行星6632（英語：6632 Scoon）是一颗围绕太阳公转的小行星。1984年10月29日，愛德華·鮑威爾在可可尼诺县发现了此天体。
这颗小行星的绝对星等为22.48806等。